# Robert Sheehan
Pour les articles homonymes, voir Sheehan.
Robert Sheehan est un acteur irlandais né le 7 janvier 1988 à Portlaoise (comté de Laois).
Il joue son premier rôle régulier dans la série fantastique australienne Correspondant express en 2004. Puis, il se fait surtout connaître du grand public grâce au rôle de Nathan Young, un jeune délinquant déjanté doté d'un super-pouvoir, dans la série fantastique britannique Misfits (2009-2011). Il confirme à la télévision en obtenant, par la suite, le rôle de Klaus Hargreeves dans la série Netflix Umbrella Academy (depuis 2019).
Parallèlement, il perce aussi au cinéma, alternant premiers et seconds rôles et variant aisément les genres. Avec notamment les thrillers Cherrybomb (2009) et Bad Samaritan (2018), les films d'aventures Le Dernier des Templiers (2011) et Mortal Engines (2018), les comédies Killing Bono (2011) et Moonwalkers (2015), le film fantastique The Mortal Instruments : La Cité des ténèbres (2013), la comédie dramatique The Road Within (2014), les films de science-fiction Geostorm (2017) et Mute (2018).

## Biographie

### Jeunesse et formation
Originaire de Portlaoise, en Irlande, Robert Sheehan est le fils de Maria et Joe Sheehan. Né Robert Michael Sheehan, il a décidé d'ajouter Adam afin de se faire connaître comme Robert Michael Adam Sheehan[source secondaire nécessaire]. Il est le plus jeune d'une famille de trois enfants. 
À l'âge de quatorze ans, sa mère l'a emmené à sa première audition pour le film Song for a Raggy Boy. Il a été choisi pour le rôle, le film a été tourné en trois mois dans l'ouest de Cork. Il déclare qu'il reste toujours en contact avec quelques-uns des garçons du film, et décrit le tournage comme une aventure. 
À seize ans, il a interprété un garçon paralysé dans The Cripple of Innishmaan, produit par Open Door Productions, et déclare qu'il n'y a rien de mieux que le théâtre.
À l'âge de 17 ans, il a étudié à l'Institut de Technologie de Galway-Mayo, mais au bout d'un an, il a arrêté ses cours de cinéma et de télévision décidant que la vie derrière la caméra n'était pas pour lui. Cependant, malgré l'absence de formation professionnelle, en dehors de groupes de théâtre locaux, il lui a été offert un certain nombre de rôles mineurs. Il a expliqué par la suite : « Je ne suis pas sûr de vouloir être un acteur. Je tiens à aller à l'université, mais je n'ai aucune envie d'étudier l'art dramatique. Mais je tiens à le faire pour voir où cela me mènera, je vais donc continuer. Je n'ai jamais vraiment fait de plans pour mon avenir. Mais si je peux obtenir un peu d'emploi, je vous en serais reconnaissant. C'est véritablement très amusant et merveilleusement enrichissant pour un jeune comme moi. Je continuerai aussi longtemps que je recevrai du travail. »[réf. souhaitée]

### Carrière

#### Débuts en Australie et révélation britannique
En 2003, il a commencé sa carrière par les courts métrages An Cuainín de Chris Roufspuis, et Graham Cantwell l'engage dans A Dublin Story, dans lequel il est un des gamins des rues nommé Clocker.
La même année, il fait sa première apparition dans le long-métrage, Song for a Raggy Boy d'Aisling Walsh, une histoire vraie retraçant les événements qui se sont déroulés à la veille de la Seconde Guerre mondiale dans un centre de redressement pour jeunes garçons, où il endosse le rôle d'O’Reilly 58. Le film est salué par la critique et remporte de nombreux prix lors de festivals du cinéma. 
En 2004, il interprète le rôle de Cormac McNamara dans la série australienne Correspondant express (Foreign Exchange), aux côtés de Lynn Styles et Zachary Garred. L'année suivante, il devient Louis XIV pour la série comique Young Blades. En dépit de nominations aux Leo Awards 2006, la série est annulée au bout d'une saison. 
En 2006, il endosse le rôle de Tim dans le thriller surnaturel Ghostwood, de Justin O'Brien, avant d'apparaître le temps d'un épisode dans la série médicale irlandaise The Clinic et un autre dans Bel's Boys. Le film est commercialisé en 2008, en Irlande. 
Entre-temps, il tient le rôle principal du court-métrage dramatique An Créatúr, de Peter Foott, qui est récompensé au Festival du film de Cork.
En 2008, il joue dans la comédie familial Summer of the Flying Saucer de Martin Duffy ainsi que dans un épisode de la série historique Les Tudors dans laquelle il est apprenti, au côté de Jonathan Rhys Meyers et dans huit épisodes de la série dramatique Rock Rivals. Durant la même année, il obtient un rôle dans le film Cherrybomb aux côtés de Rupert Grint.
En 2009, il interprète un jeune se prostituant dans la trilogie télévisuelle Red Riding. À la suite de ses différentes interprétations remarquées, il obtient un des rôles principaux, celui de Nathan Young, dans la série télévisée fantastique Misfits. Il y joue un jeune grande gueule doté du pouvoir d'immortalité, pendant les deux premières saisons, avant de la quitter pour privilégier sa carrière cinématographique,,. Ce rôle est celui qui lui permet de se faire connaître auprès d'une audience internationale,.

#### Percée hollywoodienne

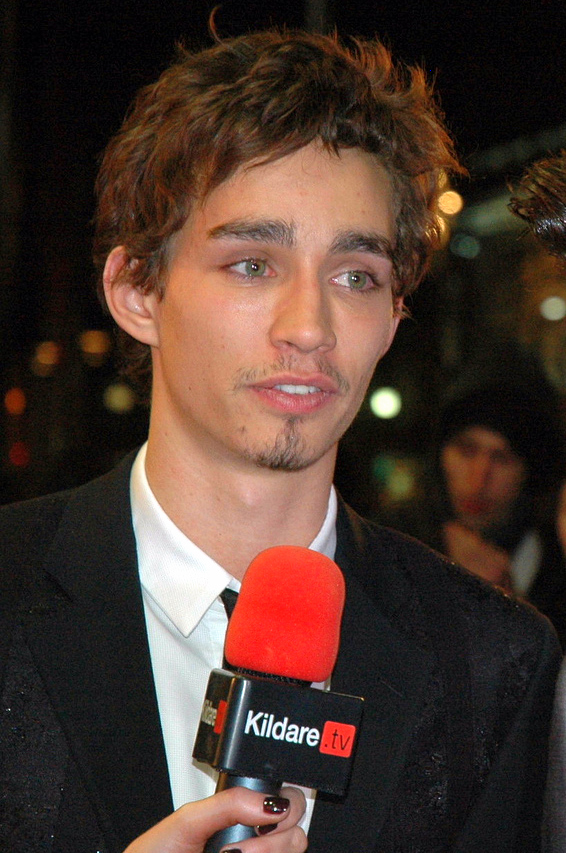
En mars 2011, pour l'avant-première de Killing Bono.

En 2010, il est ainsi en lice pour l'Irish Film and Television Awards de la star montante. Et l'année suivante, il est proposé pour le prix du meilleur acteur lors du Festival de télévision de Monte-Carlo 2011, l'année ou il prétend aussi au British Academy Television Award du meilleur acteur dans un second rôle. 
Souhaitant désormais alterner cinéma et télévision, il accepte un rôle récurrent dans la série Love/Hate, entre 2010 et 2013. Mais il concrétise surtout ses envies de cinéma en jouant dans les grosses productions : Le Dernier des Templiers avec Nicolas Cage et Killing Bono avec Ben Barnes, deux films commercialisés en 2011. Cependant, ce sont des échecs au box-office mais il peut compter sur son rôle dans Love/Hate qui lui permet d'obtenir deux nouvelles propositions à l'Irish Film and Television Awards.

La même année, il joue dans le film d'horreur à petit budget Demons Never Die dans lequel il occupe le premier rôle. Côté télévision, il est à l'affiche du téléfilm familial Le mini Noël des Borrowers avec Christopher Eccleston et Sharon Horgan. 

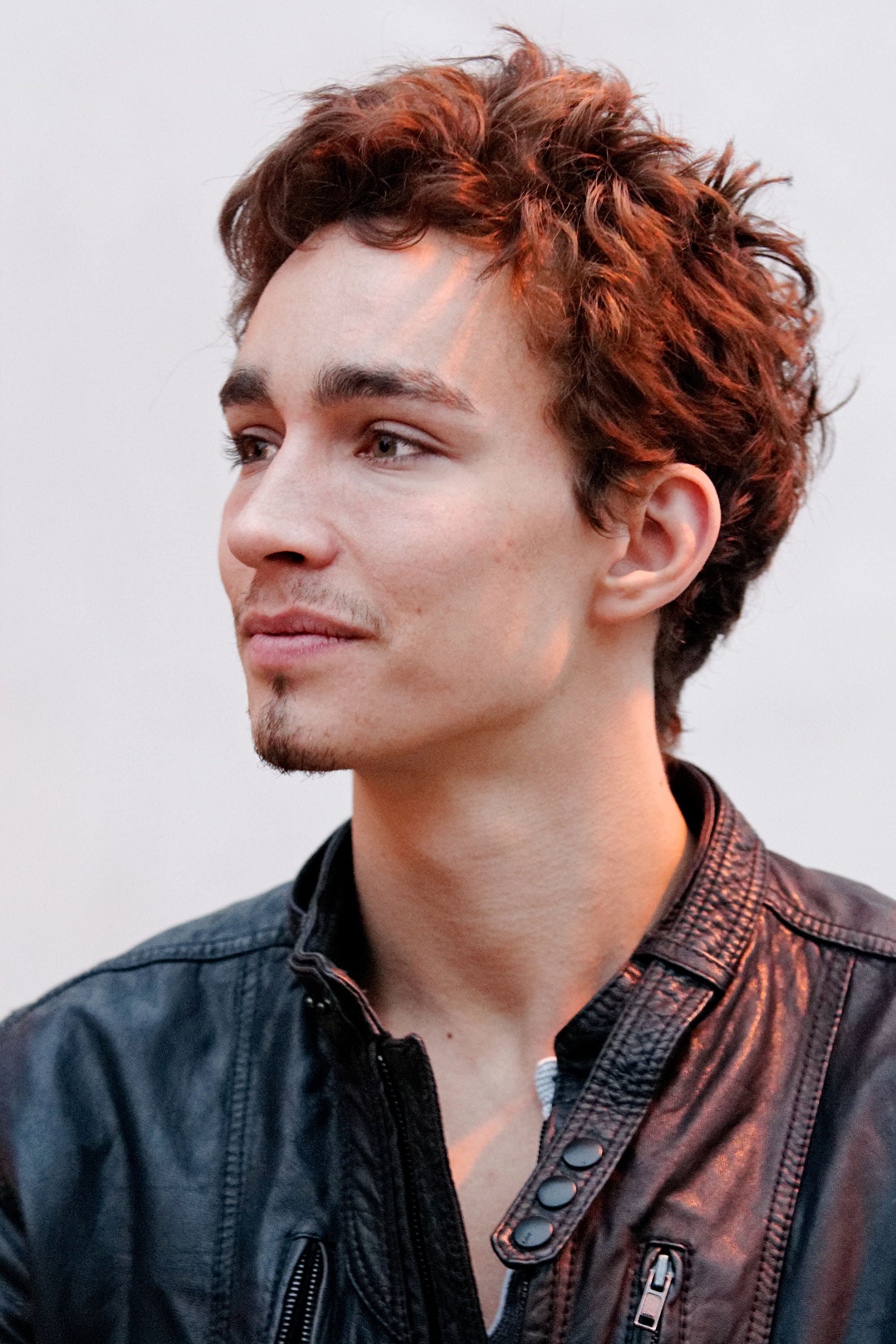
Robert Sheehan à la 3e édition du Minghella Film Festival, en 2011.

En 2012, il subit l'échec de l'éphémère sitcom comique britannique Me and Mrs Jones, du réseau BBC One, dans laquelle il fait partie de la distribution principale aux côtés de Sarah Alexander et Nathaniel Parker. 
En 2013, il interprète le rôle de Simon Lewis, le meilleur ami de Clary Fray (Lily Collins), dans le film The Mortal Instruments : La Cité des ténèbres. Cette production bénéficie d'une importante campagne de promotion mais les résultats au box office sont nettement en deçà des attentes du studio, justifiant la décision de ne pas poursuivre la saga sur le grand écran. En plus d'une réception très mitigée de la part des critiques. 
En 2014, il joue le premier rôle masculin dans le drame indépendant Anita B. de l'italien Roberto Faenza, porté par l'actrice hongroise Andrea Osvart.  
En 2015 sort la comédie dramatique indépendante The Road Within, dans laquelle il donne la réplique à un autre jeune acteur, Dev Patel, révélé dans les deux premières saisons d'une série britannique, Skins. Un rôle qui lui vaut une proposition pour le prix du meilleur acteur lors du Festival international du film de Milan 2015 (en). La même année, il retrouve son partenaire de jeu de Cherrybomb, Rupert Grint, dans la comédie française Moonwalkers. Une production cependant très mal reçue par la critique. L'année suivante, il participe au thriller indépendant Jet Trash qui divise.  

En 2017, il accepte un rôle récurrent pour quelques épisodes de la série dramatique et policière, Fortitude, donnant la réplique aux vedettes Dennis Quaid et Stanley Tucci. La même année, il participe au film de science-fiction catastrophique américain Geostorm avec Gerard Butler, Abbie Cornish et Jim Sturgess. Une production qui, à défaut de convaincre les critiques, rencontre le succès au box-office. 

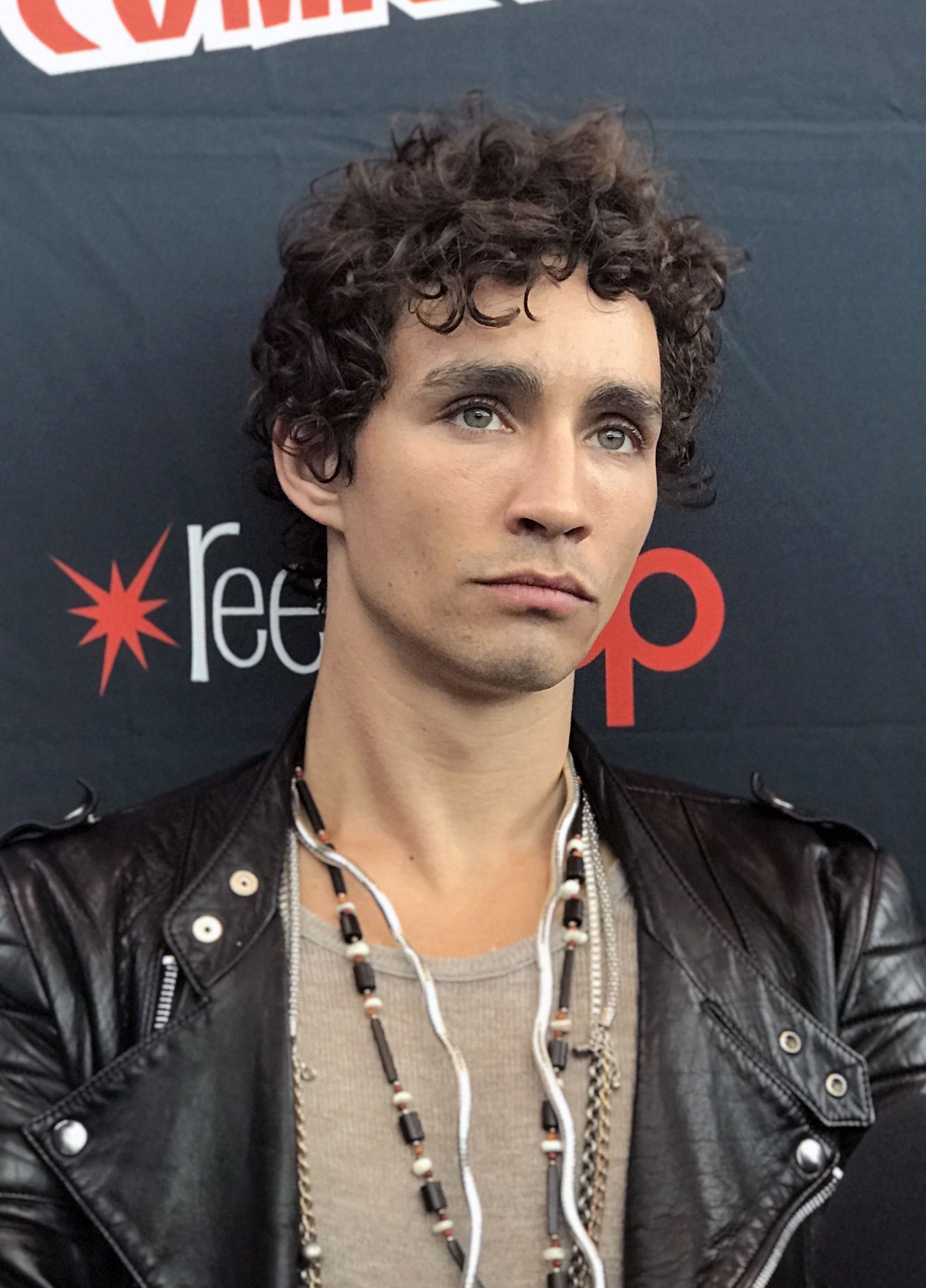
Au New York Comic Con, en octobre 2017, pour la promotion du film Bad Samaritan.

En 2018, il est à l'affiche de plusieurs longs métrages exposés.
Il commence l'année à l'affiche du film de science-fiction Mute réalisé par Duncan Jones. Il y joue un second rôle, le film étant porté par Alexander Skarsgård, Paul Rudd et Justin Theroux. Ensuite, aux côtés de David Tennant, il porte le thriller Bad Samaritan de Dean Devlin. 
Puis, il obtient l'un des rôles principaux de Mortal Engines, réalisé par Christian Rivers, coécrit et produit par Peter Jackson. Il y incarne Tom Natsworthy. Cette production est adaptée du roman du même nom de Philip Reeve, premier tome de sa série littéraire Tom et Hester.
En 2019, il fait un retour exposé lorsqu'il est choisi afin d’interpréter Klaus Hargreeves / numéro 4 ou Séance, l'un des personnages principaux dans la série télévisée américaine de Netflix Umbrella Academy,. 

### Vie privée
De 2014 à 2018, il est en couple avec l'actrice algérienne Sofia Boutella,,.

## Filmographie

### Cinéma

#### Films
- 2003 : Song for a Raggy Boy d'Aisling Walsh : O Reilly 58
- 2006 : Ghostwood de Justin O'Brien : Tim
- 2008 : Summer of the Flying Saucer (en) de Martin Duffy : Danny
- 2009 : Cherrybomb de Lisa Barros D'Sa et Glenn Leyburn : Luke
- 2010 : Acts of God de Joe A. Stephenson : Dorian[27]
- 2011 : Le Dernier des Templiers (Season of the Witch) de Dominic Sena : Kay
- 2011 : Killing Bono de Nick Hamm : Ivan McCormick
- 2011 : Demons Never Die (en) d'Arjun Rose : Archie
- 2012 : Romeo and Brittney : Romeo[28]
- 2013 : The Mortal Instruments : La Cité des ténèbres (The Mortal Instruments: City of Bones) de Harald Zwart : Simon Lewis
- 2014 : Anita B. de Roberto Faenza : Eli
- 2014 : The Road Within de Gren Wells : Vincent
- 2015 : Moonwalkers d'Antoine Bardou-Jacquet : Leon
- 2015 : The Messenger de David Blair : Jack
- 2016 : Jet Trash de Charles Henri Belleville : Lee
- 2017 : The Song of Sway Lake d'Ari Gold : Nikolai
- 2017 : Three Summers de Ben Elton : Roland
- 2017 : Geostorm de Dean Devlin et Danny Cannon : Duncan Taylor
- 2018 : Mute de Duncan Jones : Luba
- 2018 : Bad Samaritan de Dean Devlin : Sean Falco
- 2018 : Mortal Engines de Christian Rivers : Tom Natsworthy[29]
- 2025 : Red Sonja de M. J. Bassett : Draygan

#### Courts métrages
- 2003 : An Cuainín de Chris Roufs : le fils de Duncan
- 2003 : A Dublin Story de Graham Cantwell : Clocker
- 2007 : An Créatúr de Peter Foott : Conor Buckley
- 2008 : Lowland Fell de Michael Kinirons : Mark
- 2013 : Push It de Tim Digby-Bell : le meneur
- 2014 : The Exchange de Rankin
- 2015 : Rideshare de Nathan Larkin-Connolly : Sean
- 2016 : The Bigger Picture de Greer Ellison et Merlin Merton : Jamie
- 2016 : Banshee Betty de Sam Brown
- 2017 : Dicky de Mobolaji Olaoniye et Toby Robson : Dicky

#### Films d'animation
- 2010 : Le Voyage extraordinaire de Samy (Around the World in 50 Years 3D ou Sammy's Adventures: The Secret Passage) de Ben Stassen : Ray (voix originale)

### Télévision

#### Téléfilms
- 2009 : The Red Riding Trilogy: 1974 : BJ
- 2009 : The Red Riding Trilogy: 1980 : BJ
- 2009 : The Red Riding Trilogy: 1983 : BJ
- 2011 : Le Mini Noël des Borrowers (The Borrowers) de Tom Harper : Spiller
- 2012 : Immaturity for Charity de John Butler : Cambrioleur
- 2014 : RanDumb: The Adventures of an Irish Guy in LA de Daniel J. Clark, Adam Fergus et Steven Fleming : Rob

#### Séries télévisées
- 2004 : Correspondant express (Foreign Exchange) : Cormac McNamara (16 épisodes)
- 2005 : Young Blades (en) : Louis XIV (13 épisodes)
- 2006 : The Clinic : Shane Hunter (1 épisode)
- 2006 : Bel's Boys (en) : Max (1 épisode)
- 2008 : Les Tudors : Apprentice (saison 2, épisode 1)
- 2008 : Rock Rivals : Addison Teller (8 épisodes)
- 2008 : BitterSweet : Liam (1 épisode)
- 2009-2011 : Misfits : Nathan (14 épisodes)
- 2010 : Coming Up: Dip : Jason (1 épisode)
- 2010-2013 : Love/Hate (en) : Darren Tracey (18 épisodes)
- 2012 : In Love with Coward : Nicky (1 épisode)
- 2012 : Accused : Stephen Cartwright (2 épisodes)
- 2012 : Me and Mrs Jones (en) : Billy (6 épisodes)
- 2017 : Fortitude : Vladek Klimov (10 épisodes)
- 2018 : Genius : Carles Casagemas (4 épisodes)
- 2018 - 2019 : The Young Offenders : Robert Sheehan[n 1] (2 épisodes)
- 2019 - 2024 : Umbrella Academy : Klaus Hargreaves / Numéro 4 / Séance (36 épisodes)
- 2022 : Le Dernier Bus : Dalton Monkhouse
- 2024 : Storyland : Erskine Fogarty

## Distinctions

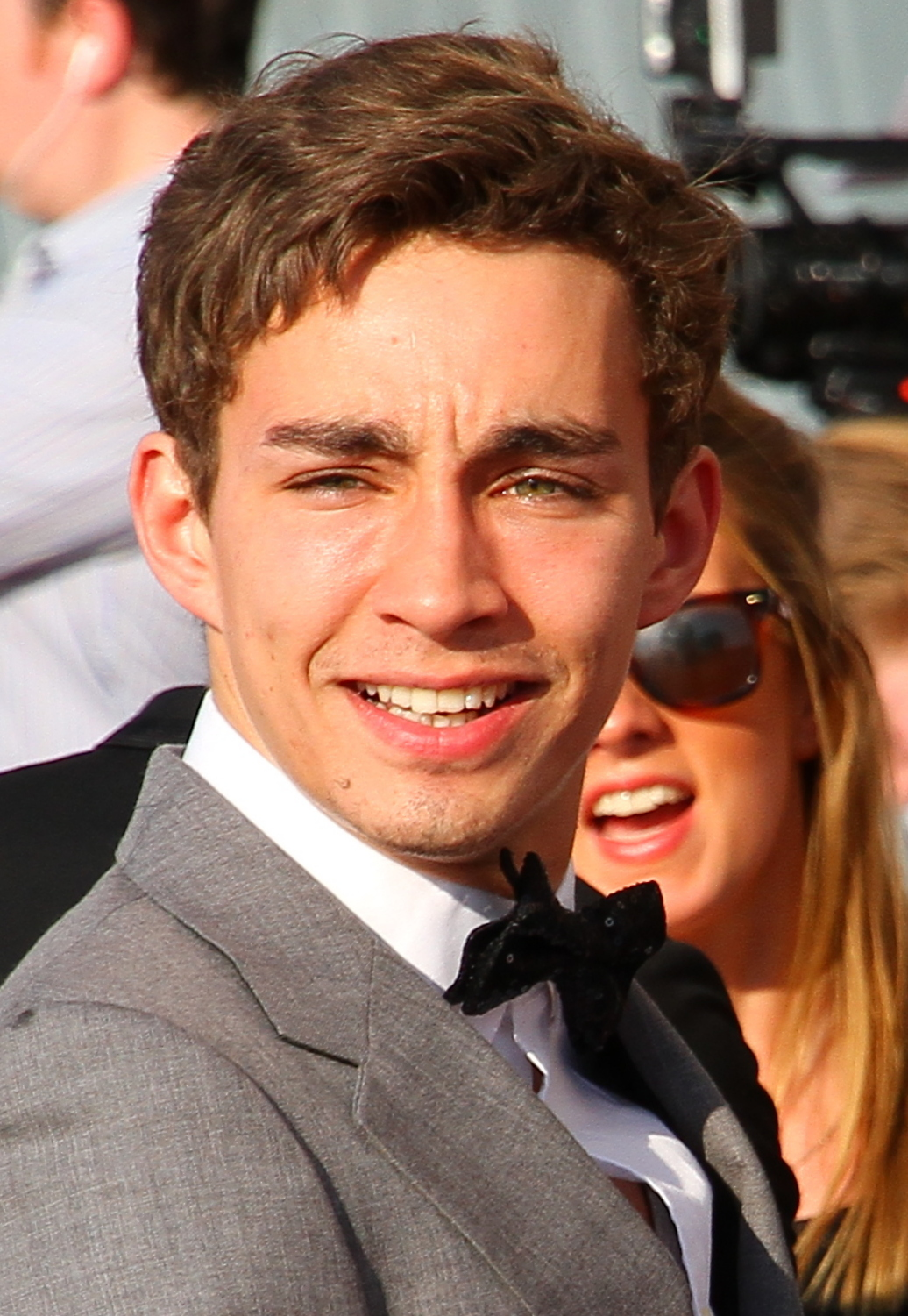
Lors de la cérémonie des British Academy Television Awards 2012, à Londres, en mai 2012.

Sauf indication contraire ou complémentaire, les informations mentionnées dans cette section proviennent de la base de données IMDb.

### Nominations
- Irish Film and Television Awards 2010 : nommé dans la catégorie Prix spécial de la star montante
- Festival de télévision de Monte-Carlo 2011 : meilleur acteur dans une série télévisée dramatique dans Misfits
- Irish Film and Television Awards 2011 : meilleur acteur dans un rôle principal à la télévision dans Love/Hate
- British Academy Television Awards 2011 : meilleur acteur dans un second rôle dans Misfits
- Irish Film and Television Awards 2012 : meilleur acteur dans un second rôle à la télévision dans Misfits
- Irish Film and Television Awards 2013 : meilleur acteur de télévision dans Love/Hate
- Festival international du film de Milan 2015 (en) : meilleur acteur dans The Road Within
- Irish Film and Television Awards 2017 : meilleur acteur dans un second rôle dramatique dans Fortitude

## Voix françaises
En France et au Québec, Robert Sheehan a été doublé par plusieurs comédiens différents.
En France
| - Paolo Domingo dans (les téléfilms) : - The Red Riding Trilogy: 1974 - The Red Riding Trilogy: 1980 - The Red Riding Trilogy: 1983 - Emmanuel Dekoninck, (Belgique) dans : - Misfits (série télévisée) - Moonwalkers - Fabrice Fara dans : - Le Mini Noël des Borrowers (téléfilm) - Geostorm - Yoann Sover dans : - Mute - Bad Samaritan - Donald Reignoux dans (les séries télévisées) : - The Umbrella Academy - Le Dernier Bus et aussi - Juan Llorca dans Love/Hate, (série télévisée) | - Alexis Tomassian dans Le Dernier des Templiers - Maxime Donnay (Belgique) dans Killing Bono - Julien Alluguette dans The Mortal Instruments : La Cité des ténèbres - Hugo Brunswick dans The Road Within - Julien Allouf dans Genius (série télévisée) - Valéry Schatz dans Mortal Engines Au Québec Note : La liste indique les titres québécois. - Hugolin Chevrette-Landesque dans : - La Sorcière noire - Géotempête - Mécaniques fatales et aussi - Maxime Desjardins dans La Cité des ténèbres : La Coupe mortelle |